# Филипинско море
Филипинско море (на тагалог: Dagat Pilipinas; на английски: Philippine Sea; на китайски: 菲律宾海; на японски: フィリピン海; на индонезийски: Laut Filipina) е море в западната част на Тихия океан, най-голямото на Земята с площ от 5726 хил.km². Разположено е между Филипинския архипелаг и остров Тайван на запад, островите Рюкю (Нансей) на северозапад, Японските острови на север, островите Идзу, Огасавара (Бонин), Кадзан (Волкано) и Мариански на изток и островите Яп и Палау (от Каролинските острови) на юг. На югозапад се свързва с Молукско море и море Сулавеси, на запад чрез протоците Суригао с море Минданао, Сан Бернардино с море Самар, Бабуян, Лусон и Баши с Южнокитайско море, на северозапад чрез протоците между островите на архипелага Рюкю (Нансей) с Източнокитайско море, на север чрез протоците Хаясуи, Бунго, Кии и Наруто с Вътрешно Японско море. На изток и югоизток е широко отворено към останалата част на Тихия океан.
Дължината от север на юг е 4300 km, ширина – до 2250 km, площ – 5726 хил.km², обем 23 522 хил.km³. Дъното на Филипинско море включва две големи подводни котловини: Филипинската на запад и Западномарианската на изток, разделени от меридионално простиращия се подводен хребет Кюшу-Палау. Северно от Филипинската котловина е разположено подводното възвишение Бородино, някои от върховете на което се издигат над морското равнище – островите Бородино и Окинодайто. Диагонално от северозапад на югоизток през Филипинската котловина се простира подводният разлом Тайван-Палау (минимална дълбочина 2526 m). На северозапад успоредно на островната верига Рюкю се простира подводната падина Нансей (максимална дълбочина 7790 m), а на югозапад, успоредно на Филипинските острови – Филипинската падина с максимална дълбочина 10 265 m (третата по дълбочина подводна падина на Земята след Марианската и Тонга). Температурата на водата на повърхността през февруари се изменя от 15 °C на север до 28 °C на юг, докато средната августовска температура е почти еднаква навсякъдe 28 – 29 °C. Соленост 34,3‰ на север, 35,1‰ на юг.